# ディエゴ・カルボ
ディエゴ・ヘラルド・カルボ・フォンセカ（Diego Gerardo Calvo Fonseca 、1991年3月25日 - ）は、コスタリカ・サンホセ出身のプロサッカー選手。サッカーコスタリカ代表。ポジションはFW。

## 経歴

### クラブ
LDアラフエレンセでプロデビュー。
2013年3月、ノルウェーのヴォレレンガ・フォトバルに移籍。2014年8月11日、スウェーデンのIFKヨーテボリにレンタル移籍。

### 代表
2011年、自国開催のFIFA U-20ワールドカップに参加した。
2013年3月22日、ディックス・スポーティング・グッズ・パークで開催された2014 FIFAワールドカップ・北中米カリブ海予選のアメリカ合衆国代表戦でフル代表デビュー。

## 代表歴

### 出場大会
- コスタリカ代表
  - 2014 FIFAワールドカップ

### 試合数
- 国際Aマッチ 10試合 1得点（2013年-2014年）[5]

| コスタリカ代表 | 国際Aマッチ | 国際Aマッチ |
| 年             | 出場        | 得点        |
| -------------- | ----------- | ----------- |
| 2013           | 8           | 1           |
| 2014           | 2           | 0           |
| 通算           | 10          | 1           |

### 得点
| No | 開催日        | 開催地   | 対戦国     | スコア | 結果 | 試合概要                    |
| -- | ------------- | -------- | ---------- | ------ | ---- | --------------------------- |
| 1  | 2013年3月26日 | サンホセ | ジャマイカ | 2–0    | 2–0  | 2014 FIFAワールドカップ予選 |